# سوپر جام فوتبال اسلواکی
 سوپر جام فوتبال اسلواکی  (به اسلواکیایی: Slovenský futbalový superpohár) مسابقه‌ای است که سالانه مابین قهرمان لیگ دسته اول فوتبال اسلواکی و قهرمان جام حذفی فوتبال اسلواکی برگزار می‌شود.
زیلینا با ۴ قهرمانی و باشگاه فوتبال براتیسلاوا با ۳ قهرمانی پرافتخارترین تیم‌های این سری مسابقات به حساب می‌آیند.